# Deuxième croisade
 (novembre 2009).
Si vous disposez d'ouvrages ou d'articles de référence ou si vous connaissez des sites web de qualité traitant du thème abordé ici, merci de compléter l'article en donnant les références utiles à sa vérifiabilité et en les liant à la section « Notes et références ».
Croisade
Batailles
La deuxième croisade (1146-1149) est une expédition des chrétiens d'Occident vers la Terre sainte qui est lancée en décembre 1145 par le pape Eugène III à la suite de la prise d'Édesse par l'atabeg seldjoukide de Mossoul en 1144, suivi de la conquête du comté d'Édesse, qui met en danger les États latins d'Orient, issus de la première croisade (1095-1099).
Prêchée en France et dans le Saint-Empire par Bernard de Clairvaux en 1146, l'expédition en Terre sainte commence avec la participation du roi de France Louis VII, accompagné de son épouse, Aliénor d'Aquitaine, et de l'empereur Conrad III, par la traversée de l'Empire byzantin par voie de terre. Arrivés sur place à la fin de 1147, les Croisés subissent plusieurs défaites face aux Turcs seldjoukides, puis à Damas, qu'ils ne parviennent pas à prendre (juillet 1148), de sorte que l'expédition s'achève, en 1149, par un retour à la situation de 1146.
Cette expédition vers la Terre sainte est associée avec des opérations sur deux autres théâtres de conflit des chrétiens d'Occident : la péninsule Ibérique, où a lieu depuis le Xe siècle la guerre de reconquête des chrétiens sur les musulmans, et les pays de la mer Baltique, où ils sont aux prises avec des populations païennes (polythéistes), principalement slaves.

## Contexte

### Chrétiens d'Occident, chrétiens d'Orient, musulmans
La rupture politique entre l'Empire romain d'Occident, qui disparaît en 476, et l'Empire romain d'Orient, qui devient l'Empire « byzantin », est prolongée par un écart religieux de plus en plus grand entre deux formes de christianisme qui se séparent formellement lors du schisme de 1054 entre les chrétiens qui reconnaissant l'autorité suprême de l'évêque de Rome, successeur de Saint Pierre, le pape, et les chrétiens grecs, à l'origine associés à l'Empire byzantin, désormais en partie sous domination musulmane, dirigés par des patriarches autonomes (Constantinople, Antioche, Alexandrie).
L'Empire byzantin subit des pertes considérables à partir du VIIe siècle, lorsqu'il est attaqué par les armées musulmanes de Mahomet (570-630), puis des califes omeyyades. Ils leur abandonnent l'Égypte (Alexandrie), la Terre sainte (Jérusalem) et la Syrie (Damas, Alep, Antioche).
Au XIe siècle apparaissent de nouveaux acteurs, les Turcs seldjoukides, qui perturbent l'équilibre géopolitique de la région. La prise de Jérusalem par les Seldjoukides en 1070, au détriment des Fatimides d'Égypte, est à l'origine de la première croisade.

### Première croisade (1099)
L'appel à la croisade est dû au pape Urbain II en 1095.
L'expédition organisée en conséquence de son appel de Clermont-Ferrand aboutit à des résultats tangibles : prise de Jérusalem par les croisés, puis après qu'ils ont repoussé une armée de secours musulmane, fondation des quatre États latins d'Orient, du sud au nord : le royaume de Jérusalem, le comté de Tripoli, la principauté d'Antioche et le comté d'Édesse.

### Puissances musulmanes au début duXIIesiècle
Le monde musulman a perdu l'unité qu'il avait sous les califes omeyyades (Damas), puis sous les califes abbassides (Bagdad). Il existe désormais plusieurs pouvoirs de religion musulmane.
Notamment, dans le voisinage des États latins :
- l'Empire seldjoukide (capitale Ispahan) avec ses annexes et provinces :
  - le sultanat de Roum en Anatolie (capitale Konya),
  - la régence de Mossoul : tenu par l'atabeg Zengi jusqu'en 1146
  - l'émirat d'Alep tenu par Zengi, puis par son fils Nur ad-Din
  - l'émirat de Damas
- le califat d'Égypte, tenu par la dynastie des Fatimides, qui inclut la ville d'Ascalon à la limite du royaume de Jérusalem.

### États latins d'Orient de 1099 à 1144
Confrontés aux musulmans d'une part, aux Byzantins de l'autre, les croisés se trouvent en état de guerre quasi permanent.
Un des éléments essentiel de leur défense, en plus des seigneurs féodaux vassaux des princes chrétiens, est constitué par les ordres militaires, dont le plus connu est l'ordre du Temple.
Les États latins parviennent ainsi à se maintenir pendant plusieurs décennies.

### Chute du comté d'Édesse (1144) et conséquences

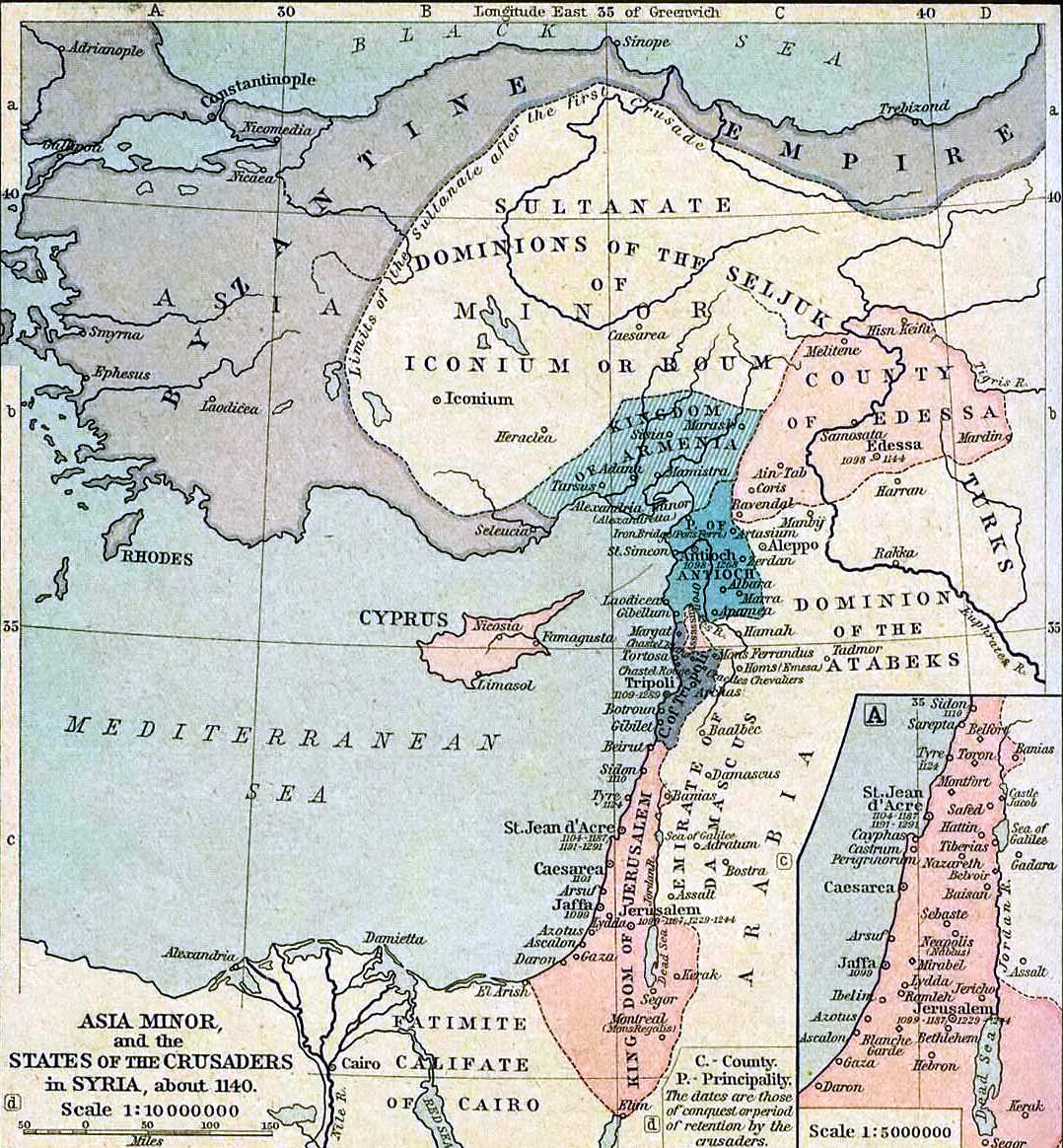
États croisés du Proche-Orient en 1140.

En 1144, le comté d'Édesse est attaqué par l'atabeg Zengi qui s'empare d'Édesse le 24 décembre 1144. Cette victoire musulmane place les États latin dans une situation critique, qui pousse le pape Eugène III à appeler à une nouvelle croisade.
Josselin II d'Édesse reprend la ville après la mort de Zengi, mais Nur ad-Din réussit à le chasser en novembre 1146.

## Débuts de la croisade

### Appel du pape Eugène III (1145)
Après avoir appris la chute d'Édesse, Eugène III promulgue le 1er décembre 1145, la bulle Quantum prædecessores, appelant à une nouvelle croisade.
Cet appel reste d'abord sans réponse, bien que le roi de France Louis VII envisage très tôt de se rendre lui-même en Terre sainte[réf. nécessaire].
Il ne se produit pas d'enthousiasme populaire pour la croisade, contrairement à ce qu'on avait pu observer en 1095-1096 pour la première.
Le pape Eugène III confie à Bernard de Clairvaux, connu comme un prédicateur hors pair, la charge de prêcher la croisade, accordant aux croisés les mêmes indulgences que celle accordées par le pape Urbain II en 1095.

### Prédication de Bernard de Clairvaux en France (1146)

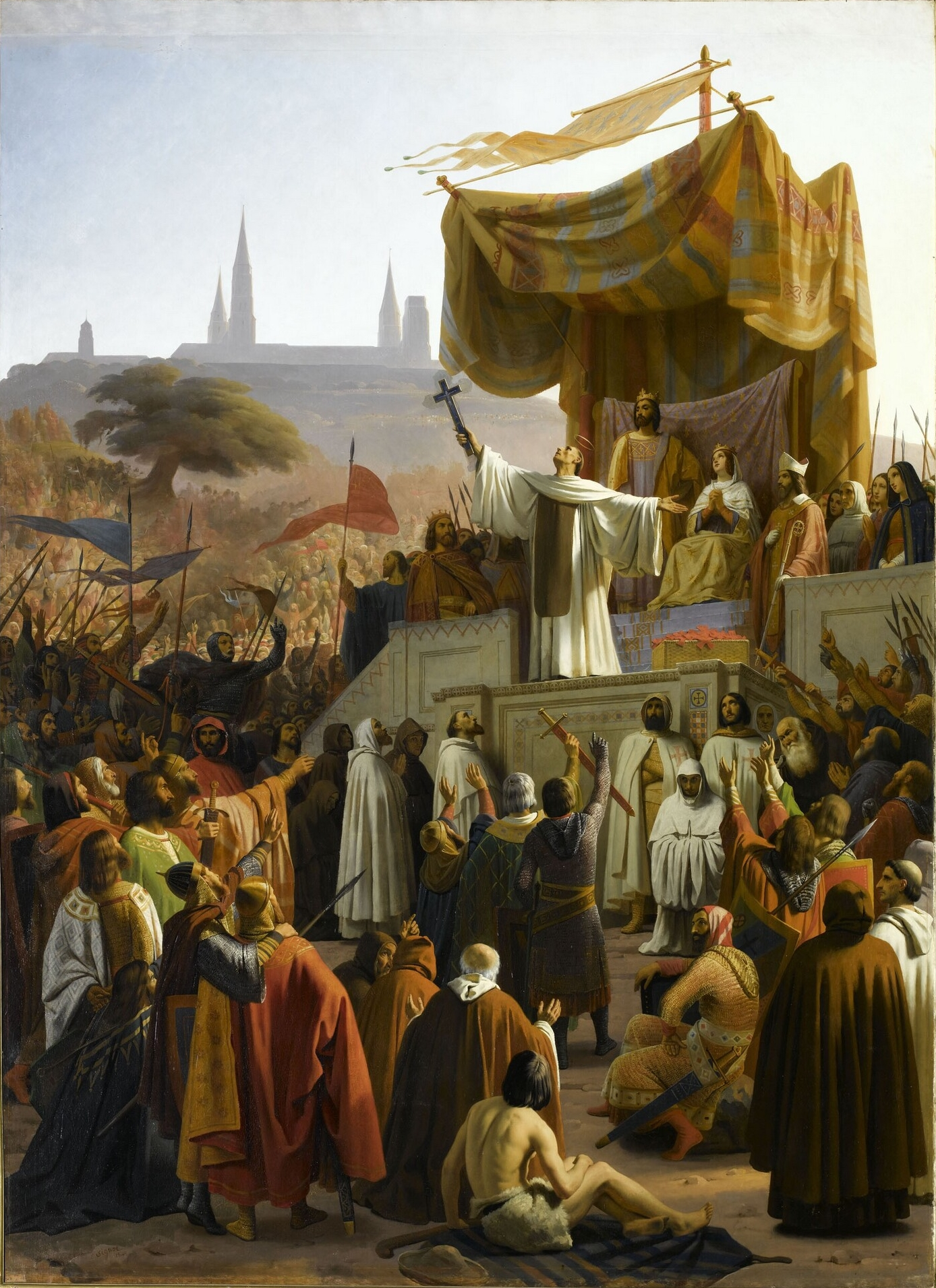
Saint Bernard prêchant la 2e croisade, à Vézelay, en 1146.

Le 31 mars 1146, jour de Pâques, en présence du roi Louis VII et de la reine Aliénor, il prêcha à Vézelay, devant une foule immense, évaluée par la tradition à 100 000 personnes. Ce prêche prend place au lieu-dit « la Croix Saint Bernard », situé à quelques centaines de mètres en contrebas de la basilique, sur le versant face à Asquins et non au sommet de la colline en raison de l'exiguïté de l'abbatiale beaucoup trop petite pour contenir une telle foule (pour commémorer l’événement, l'abbé du monastère, Ponce de Montbroissier, fait élever la chapelle commémorative Sainte-Croix, consacrée en 1152, et une croix en pierre détruite à la Révolution).
À la suite du prêche de Bernard de Clairvaux, Louis VII, son épouse, les princes, les hauts seigneurs présents et toute l'assistance se prosternent devant lui en réclamant des croix de pèlerin (selon la légende, le tissu serait venu à manquer et Bernard de Clairvaux aurait donné son habit pour que l'on y taille des croix).
Le pape Eugène vient en personne en France[Quand ?] pour encourager l'entreprise.

### Dans le Saint-Empire
Bernard se rend ensuite dans le Saint-Empire, où la rumeur des miracles qui se multiplient à chacun de ses pas contribue à la réussite de sa mission. À Spire, l'empereur Conrad III de Hohenstaufen et son neveu, Frédéric Barberousse, reçoivent la croix des mains de Bernard.
Comme lors de la première croisade, le prêche de Saint Bernard provoque, sans qu'il l'exprime, des attaques contre les juifs ; un moine français, nommé Radulphe, est à l'origine de massacres de juifs en Rhénanie, à Cologne, à Mayence, à Worms et à Spire, en reprochant aux juifs de ne pas contribuer (financièrement) au secours de la Terre sainte. Bernard, ainsi que l’archevêque de Cologne et l’archevêque de Mayence, est opposé à de telles accusations. Il se rend sur place pour empêcher la poursuite de ces exactions. Rencontrant Radulphe à Mayence, il parvient à le réduire au silence et à le renvoyer dans son monastère.

### Personnalités prenant la croix en 1146
La nouvelle entreprise attira des princes de toute l'Europe, à l'exemple de Louis VII et d'Aliénor : Thierry d'Alsace, comte de Flandre ; Henri, héritier présomptif du comté de Champagne ; le frère de Louis VII, Robert Ier de Dreux ; le comte Alphonse Ier de Toulouse ; Guillaume II de Nevers ; Guillaume III de Warenne, 3e comte de Surrey ; Hugues VII de Lusignan, Amédée III de Savoie, etc.

## Interventions des croisés en Europe

### Croisade contre les païens slaves
Dans le Saint-Empire, les Saxons du Nord sont réticents pour partir en Terre sainte. Ils font donc part à saint Bernard de leur souhait de faire la croisade contre les peuples slaves païens vivant au nord-est de l'Empire, lors d'une réunion de la Diète d'Empire, tenue à Francfort le 13 mars 1147.
Le pape Eugène III approuve le plan des Saxons et le 13 avril, promulgue la bulle Divina dispensatione, stipulant qu'il n'y aurait aucune différence en ce qui concerne les récompenses spirituelles entre leur croisade et celle de Terre sainte.
Les volontaires pour la croisade contre les Slaves païens sont principalement les Danois, les Saxons et les Polonais, secondairement les Tchèques. Le légat du pape, Anselme de Havelberg, est désigné comme chef spirituel de l'expédition. La campagne, elle-même, est menée par des familles saxonnes comme les Ascaniens, le Wettin et les Schauenburger.
Outrés par la participation des Allemands à cette croisade, les Abodrites envahirent, par anticipation, la Wagrie en juin 1147, entraînant le mouvement des croisés à la fin de l'été 1147. Après avoir expulsé les Abodrites des territoires chrétiens, les croisés prirent en ligne de mire les forteresses de Dobin et de Demmin. Parmi les forces qui attaquèrent Dobin, se trouvaient les troupes de Knut V et Sven III de Danemark, celles d'Adalbert II (de), l'archevêque de Brême, et le duc de Saxe Henri le Lion. Lorsque certains croisés suggérèrent de ravager la campagne, d'autres objectèrent en demandant « Le pays qu'on dévaste n'est-il pas notre pays, et le peuple qu'on combat n'est-il pas notre peuple ? ». L'armée saxonne d'Henri le Lion se retira après que le chef païen Niklot eut accepté que la garnison de Dobin fît son baptême. Après le siège infructueux de Demmin, un contingent de croisés fut persuadé par les margraves de plutôt attaquer la Poméranie. Ils atteignirent la ville de Stettin, déjà convertie au christianisme, d'où les croisés se dispersèrent après avoir rencontré l'évêque Albert de Poméranie et le duc Racibor Ier. Selon Bernard de Clairvaux, l'objectif de la croisade était de combattre les Slaves païens « jusqu'au jour où, avec l'aide de Dieu, ils seront soit convertis soit éradiqués. » Cependant, la croisade échoua en grande partie dans son entreprise de conversion des Wendes. Les conversions obtenues par les Saxons à Dobin étaient surtout des conversions symboliques, vu que les Slaves revinrent à leurs croyances païennes à la suite de la dispersion des armées chrétiennes. Albert de Poméranie dit à ce sujet : « S'ils étaient venus pour renforcer la foi chrétienne… ils auraient dû le faire par la prédication, non par les armes. »
À la fin de la croisade, les campagnes du Mecklembourg et de la Poméranie furent pillées et dépeuplées dans un bain de sang, particulièrement par les troupes d'Henri le Lion. Cela aura eu pour conséquence de faciliter d'autres victoires chrétiennes dans les décennies suivantes. Les autochtones slaves perdirent également une grande partie de leur matériel de production, ne leur permettant d'offrir par la suite qu'une résistance limitée aux envahisseurs.

### Départ de la croisade anglaise et prise de Lisbonne (24 octobre 1147)

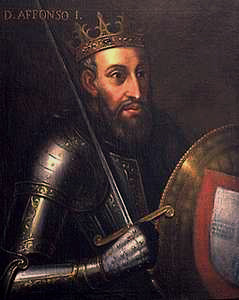
Alphonse Ier de Portugal.

À la mi-mai 1147, une flotte de près de deux cents navires quitte le port de Dartmouth en Angleterre, emmenant des croisés flamands, frisons, normands, anglais, écossais, ainsi que quelques Allemands et Français.
Aucun prince ni roi n'est présent sur cette flotte, le royaume d'Angleterre connaissant alors une période d'anarchie.
La flotte, qui longe les côtes, s'arrête le 16 juin à Porto, dont l'évêque les convainc d'aller à Lisbonne, afin de prêter main-forte au roi Alphonse Ier de Portugal, qui va faire le siège de cette ville. Puisqu'il s'agit de combattre des musulmans, les croisés, sous la conduite du flamand Arnoul d'Arschot, acceptent de se joindre à Alphonse.
Le siège de Lisbonne commence le 1er juillet 1147 et s'achève le 24 octobre. Les croisés se livrent au pillage avant de remettre la ville au roi du Portugal. Certains s'installent à Lisbonne, notamment Gilberto de Hastings, qui en devient l'évêque, mais, la plus grande partie de la flotte reprend sa route en février 1148.

### Conquêtes castillanes: Almeria, Tortosa et Lérida (1147-1148)
Presque au même moment, à l'est de la péninsule Ibérique, Alphonse VII de Castille, aidé de Garcia Ramirez, roi de Navarre, de Raimond-Bérenger IV, comte de Barcelone, ainsi que de croisés venus d'Italie et de France, réussit à reprendre Almería le 17 octobre 1147, puis Tortosa, Fraga et Lérida en 1148 et en 1149.

## Croisade en Terre sainte

### Organisation de la croisade impériale
Les croisés de l'Empire décident de voyager par voie de terre, à travers la Hongrie et l'Empire byzantin, du fait que la route maritime leur est fermée, le roi de Sicile Roger II étant un ennemi de Conrad III de Hohenstaufen. Adam d'Ebrach (en) et Otton de Freising prennent également la croix.
Le 13 mars 1147 à Francfort, Frédéric de Souabe, fils de Conrad, est élu roi des Romains (ce qui le désigne comme futur empereur) et placé sous la régence de l’archevêque de Mayence Heinrich Felix von Harburg.
Les Allemands prévoient leur départ pour Pâques, mais ils ne partent finalement qu'en mai.

### Organisation de la croisade française
Le 16 février 1147, les croisés français se réunissent à Étampes pour choisir l’itinéraire à suivre.
Beaucoup de nobles français se méfient de la route passant par l’Empire byzantin, dont ils connaissent l'attitude envers les premiers croisés. Ils décident, tout de même, de suivre la voie de terre, à travers l'Empire byzantin puis l'Anatolie, selon les souhaits de l'empereur Conrad. Louis VII écarte la voie maritime préconisée par le roi de Sicile, Roger II, qui renonce alors à prendre part à la croisade.
L'abbé de Saint-Denis, Suger, est investi de la tutelle du royaume de France, pendant l'absence du roi. Il est assisté par le sénéchal Raoul de Vermandois et par Samson de Mauvoisin, archevêque de Reims.

### Départ des expéditions: traversée de l'Empire et du royaume de Hongrie

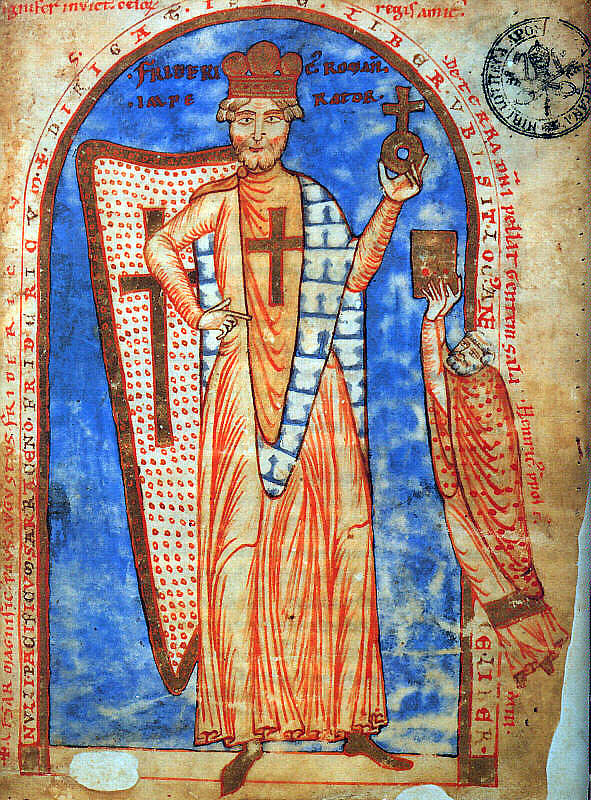
Empereur Frédéric Ier, duc de Souabe pendant la deuxième croisade.

Le 11 juin 1147, les croisés français, sous la conduite du roi Louis VII, prennent la route de Constantinople par Metz et Worms,. Ils rejoignent l'armée allemande conduite par Conrad III de Hohenstaufen, dans la vallée du Danube. L’indiscipline de l’élément populaire provoque des incidents au passage de l’armée dans les Balkans.[réf. nécessaire]
La colonne française connaît des difficultés logistiques : passant après l’armée allemande, sur la même route, elle a du mal à se ravitailler en Hongrie. Elle est aussi ralentie par les suites des épouses, d'abord celle de la reine Aliénor, et celles de Sybille d'Anjou (en), de Faydide de Toulouse, etc., qui nécessitent des bagages considérables[réf. nécessaire]. La présence de nombreuses suivantes suscite des convoitises chez les chevaliers[réf. nécessaire] (un chroniqueur écrit : castra non casta, « les camps ne sont pas chastes »).

### Traversée de l'Empire byzantin et relations avec ManuelIerComnène
L'armée de Conrad III arrive la première à Constantinople, mais les relations entre l'empereur germanique et l'empereur byzantin, Manuel Ier Comnène, sont tendues. L'armée impériale, composée d'Allemands, mais aussi de Tchèques et de Polonais, comme l'atteste le chroniqueur byzantin Jean Cinnamus, désirant traverser l'Anatolie le plus rapidement possible, part vers Édesse sans attendre les Français, qui atteignent Constantinople le 4 octobre.
Manuel Comnène craint que les croisés renforcent la principauté d'Antioche où il veut rétablir sa souveraineté, et qu’elles affaiblissent l’alliance germano-byzantine contre Roger II de Sicile.
Effectivement, Conrad III et Louis VII refusent de prêter hommage au basileus, et retiennent ainsi les troupes byzantines[pas clair], Roger II s’empare de Corfou et de Céphalonie, puis pille Corinthe et Thèbes. Manuel Comnène doit conclure un traité avec le sultan Mas`ûd Ier de Rum.[pas clair]
Les relations de l'empereur byzantin avec l’armée française sont meilleures qu’avec l’armée impériale, mais il refuse néanmoins de lui fournir des renforts. Lorsque les croisés français traversent le Bosphore, des incidents éclatent entre Byzantins et croisés. Pour apaiser les relations et accepter de fournir des guides indispensables, Manuel Comnène exige l'hommage des barons français pour toutes leurs futures conquêtes, ainsi que le mariage d'un de ses neveux avec une jeune parente du roi, suivante d'Aliénor. Si la plupart des barons doivent prêter l'hommage, la jeune fille est exfiltrée discrètement par Robert Ier de Dreux, qui s'évite ainsi l'hommage à l'empereur.

### Défaites des croisés en Anatolie face aux Seldjoukides
Conrad III divise son armée en deux unités. L'une d'elles est annihilée par les Seldjoukides lors de la bataille de Dorylée, le 25 octobre 1147.
L'autre division est également vaincue au début de l'année 1148, et les survivants repartent à la rencontre de la croisade française. La rencontre a lieu à Nicée.
Pour éviter d’avoir à traverser les plateaux d’Anatolie comme l’armée impériale, le roi de France choisit un itinéraire plus long. Mais, le 6 janvier 1148, l’avant-garde est séparée du gros de l'armée dans les défilés de Pisidie, où les Turcs lui infligent une défaite.
Les survivants des deux armées réussissent finalement à arriver en Syrie. Louis VII suit le littoral, mais, harcelé dans la vallée du Méandre, doit abandonner les non-combattants à Antalya, et s’embarque pour Antioche avec ses chevaliers. Conrad III, réconcilié avec Manuel Comnène[pas clair], gagne Saint-Jean-d'Acre sur des navires byzantins.
Ces péripéties ont réduit des trois quarts les forces initiales de la croisade.

### Croisade française à Antioche (mars 1148)

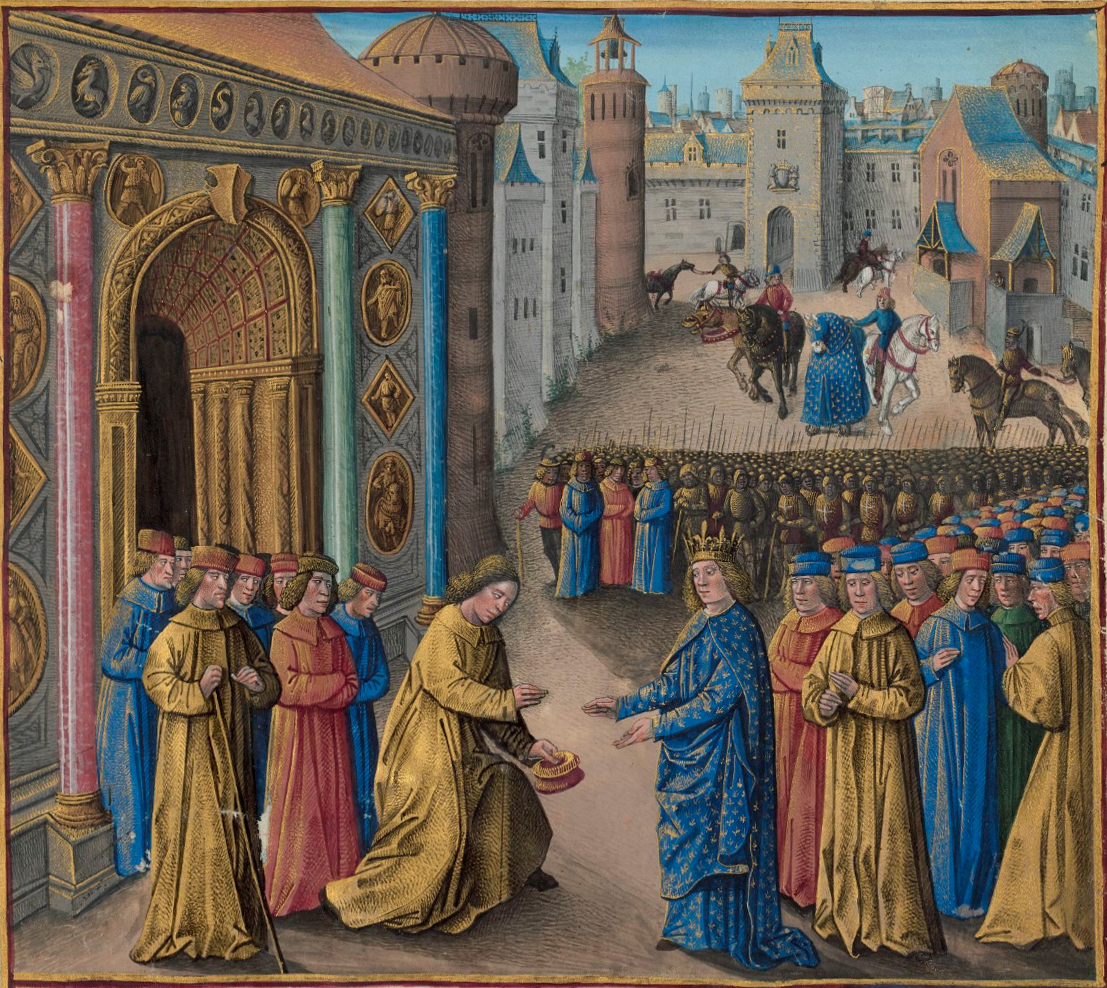
Raymond de Poitiers accueille Louis VII à Antioche.

Louis VII arrive à Antioche le 19 mars. Amédée III de Savoie étant mort le 30 août 1148 en cours de route à Chypre[pas clair], Louis VII est accueilli par Raymond de Poitiers, oncle d’Aliénor, qui attend de lui qu’il l’accompagne dans une expédition contre Alep, ville musulmane contrôlant la route vers Édesse.
Mais Louis refuse, voulant d'abord achever son pèlerinage à Jérusalem. Aliénor prend le parti de son oncle, selon certains chroniqueurs, et les relations entre les époux s'enveniment. Aliénor annonce, alors, son intention de demeurer à Antioche et va même jusqu'à évoquer une possible nullité de leur mariage en raison d'une consanguinité. Louis prend aussi ombrage des longues conversations et de l'affection, qu'il juge trop tendres, entre Aliénor et son oncle.
Louis quitte rapidement la principauté d’Antioche, de nuit, emmenant Aliénor de force, sur les conseils du templier eunuque, Thierry Galeran. Ils se dirigent vers le comté de Tripoli.
Il tient aussi à entrer à Jérusalem en même temps que Conrad III, arrivé par mer.

### Croisés à Jérusalem
Début avril, Otton de Freising et ce qui reste de ses troupes arrivent à Jérusalem, et Conrad peu de temps après. Foucher d'Angoulême, patriarche latin de Jérusalem, est envoyé à Tripoli pour inviter Louis à se joindre à eux. La flotte anglaise arrive à ce moment, ainsi que les Provençaux qui ont quitté l'Europe sous le commandement d'Alphonse Jourdain, comte de Toulouse, qui meurt à Césarée peu après. Une supposition voudrait qu’il ait été empoisonné par Raymond II de Tripoli, son neveu, qui craignait ses aspirations politiques sur le comté.
Bien que le but originel de la croisade ait été Édesse, le roi Baudouin III de Jérusalem et les chevaliers de l'ordre du Temple vont la détourner vers Damas, malgré la trêve qui existe entre cette ville et les Francs.

### Concile d’Acre (juin 1148)
La noblesse de Jérusalem s'est félicitée de l'arrivée des troupes venues d'Europe, et une annonce informe qu’un concile devrait se réunir pour décider de la meilleure cible pour les croisés. Ce concile se réunit le 24 juin 1148, lorsque la haute cour de Jérusalem rencontre les croisés récemment arrivés d'Europe à Palmarea, près de Saint-Jean-d'Acre, ville importante du royaume croisé de Jérusalem. C'est la plus spectaculaire assemblée de la cour dans toute son existence,.
En fin de compte, la décision d'attaquer la ville de Damas est prise. Damas était une ancienne alliée du royaume de Jérusalem, qui avait changé d'allégeance en faveur des Zengîdes et avait attaqué, en 1147, le royaume allié de la cité de Bosra. En juillet, les armées croisées (peut-être 50 000 soldats, au total) réunies à Tibériade marchent sur Damas, près de la mer de Galilée par le biais de Baniyas .

### Échec de l'attaque contre Damas (24-28 juillet 1148)
Les croisés décident d’attaquer par l’ouest, où les nombreux vergers pourraient leur fournir un approvisionnement constant. Le 23 juillet, ils atteignent Daraya. Le lendemain, les musulmans attaquent les croisés dans les vergers. Ils ont demandé l’aide de Saif ad-Din Ghazi de Mossoul et de Nur ad-Din d’Alep, qui mènent personnellement l'attaque contre le camp des croisés. Ceux-ci sont repoussés contre les murs entourant les vergers, où ils tombent sous des embuscades et des attaques ponctuelles.
D’après Guillaume de Tyr, les croisés décident le 27 juillet de se replier sur les plaines à l’est de la cité, qui possédent moins de fortification, mais, également, moins d’eau et de vivres. Il a été rapporté que Mu'in ad-Din Unur, régent de Damas, promit de rompre son alliance avec Nur ad-Din, si les croisés rentraient chez eux. Cependant, Nur ad-Din et Saif ad-Din arrivent et se tiennent sur de très bonnes positions.
Les seigneurs croisés locaux, installés sur une plaine sans point d'eau et en plein soleil, refusent de poursuivre le siège et les trois rois abandonnent l'attaque. D’abord, Conrad, puis le reste de l’armée, décident de se retirer sur Jérusalem le 28 juillet, alors que des archers turcs ne cessent de les harceler.

### Fin de la croisade (1148-1149)
Aliénor et le roi Louis VII apprennent, à leur arrivée à Potenza, la mort de Raymond de Poitiers (oncle d'Aliénor), tué le 29 juin 1149, lors de la bataille d'Inab contre Nur ad-Din. Sa tête a été envoyée par le vainqueur au calife de Bagdad.
Baudouin III lance une attaque contre Ascalon, mais c'est un échec.

## Retours
Après avoir quitté Ascalon, Conrad retourne à Constantinople pour maintenir son alliance avec Manuel.
Louis VII prend la mer jusqu'à Bari, tandis qu'Aliénor navigue sur un autre navire. Ils se retrouvent à Bari et se réconcilient (provisoirement) après avoir rencontré le pape.

## Bilan

### Croisade slave
Bien que les Saxons aient affirmé leur possession de Wagria et Polabia, les païens conservent le contrôle de la terre d'Abodrite et de Lübeck. Les Saxons reçoivent également un tribut du chef Niklot, en autorisant la colonisation de l'évêché d'Havelberg (en), et libérant quelques prisonniers danois. Toutefois, les chefs chrétiens se soupçonnent et s'accusent mutuellement de saboter leur campagne.++

### Reconquista
Dans la péninsule Ibérique, les campagnes en Espagne, ainsi que le siège de Lisbonne, ont été parmi les quelques victoires chrétiennes de la deuxième croisade. Elles sont considérées comme des batailles décisives de la Reconquista, qui ne s'achèvera qu'en 1492.

### Terre sainte
Les croisés ont subi des pertes considérables et ne sont arrivés à rien.
De retour en Europe, Bernard de Clairvaux est humilié par l'échec de la croisade. Il envoie des excuses au pape, tout en rejetant la faute sur les péchés des croisés. Il prêche, sans succès, une nouvelle croisade et meurt en 1153.
La couronne de France a aussi beaucoup perdu aux points de vue financier, politique, militaire et stratégique.

## De la deuxième croisade à la chute de Jérusalem (1187)
Chacune des forces chrétiennes se sent trahie par l'autre.
L'émirat de Damas sort épuisé de cette épreuve. Nur ad-Din en profite pour en prendre le contrôle en 1154.
Baudouin III réussit à prendre Ascalon en 1153. Le califat fatimide très affaibli se voit en état de protectorat du royaume de Jérusalem, dans les années 1160 pour se défendre des attaques répétées du sultanat de Damas.
En 1169, Le roi Amaury Ier de Jérusalem s'allie avec les Byzantins et participe à une invasion combinée de l'Égypte, mais finalement l'expédition échoue.
En 1171, L’Égypte échoit ainsi à Saladin, neveu de Shirkuh, un des généraux kurdes de Nur ad-Din, qui est proclamé sultan d'Égypte, réunissant l'Égypte et la Syrie et prenant le royaume de Jérusalem en tenaille. En 1187, Jérusalem capitule devant Saladin, dont les forces prennent toutes les grandes villes des États croisés, ce qui amènera la troisième croisade.

## Mémoire de la croisade: l'expression «travailler pour des prunes»
On raconte, et ce n'est pas une boutade, que les croisés revenant défaits de Damas en Syrie, en rapportèrent une variété de prunier à pruneaux, nommée de ce fait prunier de Damas. On les critiqua alors, en disant qu'ils étaient allés là-bas « pour des prunes », expression actuelle signifiant : pour « pas grand-chose », voire « pour rien ».

## Musique
- Chevalier, Mult Estes Guariz